# 황신혜
황신혜(한국 한자: 黃薪惠, 본명: 황정만, 1963년 4월 16일 ~ )는 대한민국의 배우, 가수, 작가, 유튜버이다.

## 학력
- 1970년 ~ 1976년 인천신흥국민학교 (졸업)
- 1976년 ~ 1979년 인천여자중학교 (졸업)
- 1979년 ~ 1982년 인일여자고등학교 (졸업)
- 1982년 ~ 1983년 인하공업전문대학 항공운항과 (중퇴)

## 경력
- 1983년 MBC 공채 16기 탤런트
- 1997년 제8회 유바리 국제 판타스틱 영화제 영판타스틱부문 심사위원
- 2004년 ~ 엘리프리 대표이사
- 2007년 한국장애인고용촉진공단 홍보대사
- 2010년 대한민국 미술축전 홍보대사

## 생애
- 1983년 MBC 공채 16기 탤런트로 정식 데뷔하였다.[2]
- 1980년대 컴퓨터가 만든 미인이라는 뜻의 '컴퓨터 미인'이란 별명을 들을 만큼 화려한 미모로 한 시대를 풍미했다.[3]
- 1987년 구두회사인 에스콰이어 그룹 재벌2세와  결혼하여 은퇴하였으나[4], 9개월 만에 파경을 맞고 이명세 감독의 영화 《개그맨》으로 복귀하였다.
- 1998년에 사업가와 재혼하였다.
- 1997년 MBC 《신데렐라》 이후 한 동안 영화에만 출연하였다.
- 2000년 SBS 《사랑의 전설》로 드라마 출연을 재개
- 2004년 MBC 《천생연분》 이후 부친상, 본인의 이혼[5] 등의 이유로 KBS 2TV 《장밋빛 인생》, SBS 《돌아와요 순애씨》, 《워킹맘》 등의 섭외를 모두 고사
- 2009년 KBS 2TV 《공주가 돌아왔다》로 안방극장을 통해 복귀하였다.

## 연기 활동

### 영화
- 1987년 《기쁜 우리 젊은 날》 - 혜린 역
- 1988년 《개그맨》 - 오선영 역
- 1990년 《꿈》 - 달례 역
- 1990년 《물 위를 걷는 여자》 - 난희 역
- 1991년 《서울, 에비타》 - 이선영 역
- 1991년 《테레사의 연인》 - 테레사 역
- 1994년 《절대사랑》 - 성은주 역
- 1995년 《삼공일 삼공이》 - 302호 / 윤희 역
- 1995년 《무궁화 꽃이 피었습니다》 - 신윤미 역
- 1997년 《산부인과》 - 한정연 역
- 1998년 《죽이는 이야기》 - 말희 역
- 1998년 《생과부 위자료 청구 소송》 - 이경자 역
- 1999년 《주노명 베이커리》 - 한정희 역
- 2002년 《패밀리》 - 오해숙 역
- 2011년 《써니》 - 과거 사진 역 (특별 출연)

### 텔레비전 드라마
- 1983년 MBC 주말 연속극 《아버지와 아들》
- 1983년 MBC 단막극 《MBC 베스트셀러극장 - 내 마음의 풍차》
- 1984년 MBC 단막극 《MBC 베스트셀러극장 - 우산 속의 세 여자》
- 1984년 MBC 일일 연속극 《애처일기》
- 1985년 MBC 광복 40주년 대하 드라마 《억새풀》 - 윤해방 역
- 1986년 MBC 수목 드라마 《첫사랑》 - 해진 역
- 1986년 MBC 창사 25주년 특집 드라마 《젊은 날의 초상》
- 1987년 KBS2 주말 연속극 《애정의 조건》 - 김원주 역
- 1989년 MBC 주말 연속극 《행복한 여자》 - 송여경 역
- 1990년 MBC 월화 미니시리즈 《똠방각하》 - 류춘희 역
- 1990년 KBS2 주말 연속극 《야망의 세월》 - 한지혜 역
- 1991년 SBS 주말극장 《은하수를 아시나요》 - 한은지 역
- 1992년 SBS 월요 드라마 《금잔화》 - 한지우 역
- 1992년 SBS 주말극장 《모래위의 욕망》 - 유혜민 역
- 1994년 SBS 드라마 스페셜 《사랑은 없다》 - 이화영 역
- 1995년 MBC 단막극 《MBC 베스트셀러극장 - 사랑이 흔들릴 때》
- 1995년 SBS 드라마 스페셜 《해빙》 - 강현정 역
- 1996년 MBC 월화 미니시리즈 《애인》 - 윤여경 역
- 1997년 MBC 주말 연속극 《신데렐라》 - 장혜진 역
- 2000년 SBS 월화 미니시리즈 《사랑의 전설》 - 정영희 역
- 2002년 MBC 월화 미니시리즈 《위기의 남자》 - 이금희 역
- 2004년 MBC 수목 미니시리즈 《천생연분》 - 황종희 역
- 2009년 KBS2 월화 미니시리즈 《공주가 돌아왔다》 - 장공심 역
- 2010년 MBC 수목 미니시리즈 《즐거운 나의 집》 - 모윤희 역
- 2011년 채널A 수목 미니시리즈 《총각네 야채가게》 - 최강선 역
- 2012년 KBS2 일일 시트콤 《패밀리》 - 우신혜 역
- 2013년 SBS 주말극장 《열애》 - 홍난초 역
- 2015년 KBS2 금토 드라마 《프로듀사》 - 본인 역 (특별 출연)
- 2015년 MBN 추석 특집극 《엄마니까 괜찮아》 - 나종희 역
- 2016년 SBS 드라마 스페셜 《푸른 바다의 전설》 - 강서희 역
- 2020년 KBS2 주말 드라마 《오! 삼광빌라!》 - 김정원 역
- 2021년 KBS2 저녁 일일 드라마 《사랑의 꽈배기》 - 박희옥 역

## 연기 외 활동

### 텔레비전 프로그램
- 1993년 MBC 《일요일 일요일 밤에》 - 〈스타청문회〉 - 게스트 (1993.06.27)
- 1995년 KBS2 《TV는 사랑을 싣고》 - 게스트
- 1996년 MBC 《토요일! 토요일은 즐거워》 - 진행자 (1996.10.26~1997.03.01)
- 1997년 MBC 《쇼! 아빠의 청춘》 - 출연자 (1997.02.08)
- 1997년 SBS 《이홍렬쇼》 - 〈쿠킹토크〉 - 게스트 (1997.03.26)
- 1998년 SBS 《이홍렬쇼》 - 〈참참참〉 - 게스트 (1998.01.07)
- 2008년 TvN 《더 퀸》 - 진행자 (2008.09.23~2008.11.29)
- 2011년 스토리온 《렛 미인》 - 진행자 (2011.12.02~2012.02.17)
- 2012년 스토리온 《렛 미인 2》 - 진행자 (2012.09.13~2012.12.13)
- 2013년 MBC 《토크클럽 배우들》 - 진행자 (2013.01.14~2013.03.04)
- 2013년 스토리온 《렛 미인 3》 - 진행자 (2013.06.06~2013.09.19)
- 2014년 스토리온 《렛 미인 4》 - 진행자 (2014.05.29~2014.09.11)
- 2015년 tvN DRAMA 《렛 미인 5》 - 진행자 (2015.06.05~2015.09.11)
- 2015년 TV조선 《엄마가 뭐길래》 - 출연자 (2015.11.05~2017.04.20)
- 2016년 TV조선 《100시간의 일탈여행 가출한 언니들》 - 출연자 (2016.05.14~2016.05.21)
- 2017년 tvN 《나의 영어사춘기》 - 출연자 (2017.12.04~2018.01.22)
- 2018년 tvN 《수미네 반찬》 - 게스트 (2018.08.08)
- 2018년 KBS2 《엄마아빠는 외계인》 - 출연자 (2018.08.07~2018.09.04)
- 2018년 유튜브 《황신혜의 Cine Style》 (웹 예능) - 진행자 (2018.11.11~)
- 2018년 tvN 《나의 영어사춘기 100시간》 - 게스트 (2018.12.27)
- 2020년 MBN 《우리 다시 사랑할 수 있을까 3 - 뜻밖의 커플》 - 출연자 (2020.09.09~2020.12.09)
- 2020년 JTBC 《아는 형님》 - 게스트 (2020.09.26)

### 광고
- 1983년 아모레퍼시픽
- 1984년 아모레퍼시픽 로젤샴푸 - 3가지 색깔
- 1985년 아모레퍼시픽 나그랑 메이컵 - 고향의 봄
- 1985년 아모레퍼시픽 나그랑 메이컵 - 여인의 표정은 봄꽃처럼 화사하다
- 1985년 아모레퍼시픽 나그랑 메이컵 - 85년 여름
- 1985년 아모레퍼시픽 나그랑 메이컵 - 연주
- 1985년 아모레퍼시픽 리바이탈 바이오 - 영양크림로션
- 1985년 아모레퍼시픽 리바이탈 바이오 맛사지크림 - 피부에 탄력을 주세요
- 1985년 아모레퍼시픽 리바이탈 바이오 맛사지크림 - 맛사지크림
- 1985년 아모레퍼시픽 리바이탈 바이오 맛사지크림 - 엑티브 맛사지
- 1986년 아모레퍼시픽 리바이탈 바이오 레몬 - 스쿼시
- 1986년 아모레퍼시픽 리바이탈 바이오 레몬 - 레몬의 싱싱함이 피부 깊이 스며든다
- 1986년 아모레퍼시픽 나그랑 트윈케익 - 튜브
- 1986년 아모레퍼시픽 리바이탈 바이오 후레쉬 - 미백비타민 C
- 1986년 아모레퍼시픽 탐스핀 - 자연성 화장품
- 1987년 아모레퍼시픽 탐스핀 레몬 - 오케스트라
- 1989년 아모레퍼시픽 탐스핀 - 봄 메이컵
- 1989년 아모레퍼시픽 미로
- 1989년 롯데제과 롯데껌
- 1990년 대현 페페
- 1991년 형지에스콰이아 미스미스터 라인 - 황신혜
- 1991년 웅진씽크빅 웅진여성 - 창간호
- 1991년 웅진씽크빅 웅진여성 - 좋던데요
- 1991년 형지에스콰이아 해피워크 - 황신혜
- 1991년 스킨푸드 피어리스 오베론
- 1992년 스킨푸드 듀오밀리아
- 1992년 스킨푸드 알로에 90
- 1993년 유니레버 썬실크샴푸 - 골라쓰세요
- 1996년 마임 라헬 - 아름다움이 숨쉬는 숲
- 1997년 LG생활건강 드봉 뜨레아 - 애인으로 만든다
- 1997년 산내들 그 남자 - 내 남자
- 1997년 LG생활건강 알부틴 72000 - 하얗게 벗겨내자
- 1997년 가우디 무스탕 - 황신혜 편
- 1997년 LG생활건강 드봉 뜨레아 - 황신혜 편
- 1997년 LG생활건강 드봉 뜨레아 - 스케이트
- 1997년 LG생활건강 드봉 아르드포
- 1998년 로레알 파리
- 2001년 평창토건 평창리비에르 - 황신혜 편
- 2001년 애경산업 셀퓨어 인텐시브 화이트닝 - 황신혜 편
- 2002년 LX하우시스 예다지
- 2002년 사조대림 해표 식용유
- 2003년 라이온코리아 비트 솔라
- 2003년 청호나이스 아이스 콤보
- 2003년 현대자동차 현대 싼타페
- 2004년 제스프리 그린키위 - 탱탱한 거짓말 편
- 2005년 제스프리 그린키위 - 탱탱한 자신감 편
- 2006년 대웅제약 게므론 코큐텐
- 2009년 엠에스존
- 2012년 하이모 하이모레이디

## 음반 작품

### 정규

#### 노래
- 1991년 박상원, 황신혜 《박상원 & 황신혜 시낭송 1집 당신을 풀꽃이라 이름했을 때 Ⅰ》
  - 〈기도〉
  - 〈옛모습 그대로〉
  - 〈천천히 천천히〉
  - 〈당신을 풀꽃이라 이름했을 때 Ⅱ〉
  - 〈당신이 내앞에 있을 때〉
  - 〈채워지지 않는 마음이라면〉
  - 〈구포장에서〉
  - 〈이별〉
  - 〈죄인〉
  - 〈사랑의 아픔〉
  - 〈당신의 눈길이 머무는 곳이라면〉
  - 〈저녁놀빛처럼〉
  - 〈행복한 사람〉
  - 〈야간완행 열차〉
- 1991년 박상원, 황신혜 《박상원 & 황신혜 시낭송 2집 당신을 풀꽃이라 이름했을 때 Ⅱ》
  - 〈유서〉
  - 〈눈없는 아내〉
  - 〈이 세상에 돌아온 것을〉
  - 〈당신이 치료를 받고있는 동안〉
  - 〈봄나들이〉
  - 〈간이역에서〉
  - 〈아무리 아파도〉
  - 〈십년이면 강산도 변한다는데〉
  - 〈깊은 잠이 들때까지〉
  - 〈모닥불 처럼〉
  - 〈이대로 헤어질 사랑이라면〉
  - 〈기다림〉
  - 〈동화의 나라〉
- 1993년 이덕화, 황신혜 《이덕화 & 황신혜 시낭송 1집》
- 〈그 무슨 미움이 있기에〉
  - 〈봄날에 지는 꽃잎〉
  - 〈황소같이 누운 산아〉
  - 〈당신의 손〉
  - 〈노자(老子)님 말씀처럼〉
  - 〈섭리〉
  - 〈어리숙한 얼굴〉
  - 〈술래잡기 놀이〉
  - 〈형벌〉
  - 〈슬픈 아름다움〉
  - 〈아픔의 재도 태워서〉
  - 〈비가 옵니다〉
  - 〈마지막 그때서야〉
- 1993년 이덕화, 황신혜 《이덕화 & 황신혜 시낭송 2집》
  - 〈이대로 오래오래〉
  - 〈친구에게〉
  - 〈편지〉
  - 〈소나무와 달〉
  - 〈별〉
  - 〈풀꽃이된 당신〉
  - 〈세월〉
  - 〈당신의 이름〉
  - 〈눈 내리는 밤에〉
  - 〈추억〉
  - 〈누구일까요?〉
  - 〈외로운 합창〉
  - 〈감꽃〉
  - 〈행복한 사람〉
  - 〈가을〉
- 1997년 황신혜 《황신혜 시낭송집 Part. 1 (그대 가슴에 내가 살아 있음은…)》
- 〈당신의 눈길이 머무는 곳이라면〉
  - 〈동화의 나라
  - 〈별〉
  - 〈행복한 사람〉
  - 〈당신이 내 앞에 있을 때〉
  - 〈누구일까요?〉
  - 〈가을〉
  - 〈섭리〉
  - 〈구포장에서〉
  - 〈이대로 헤어질 사랑이라면〉
  - 〈깊은 잠이 들 때까지〉
  - 〈천천히 천천히〉

### 참여

#### 내레이션
- 1998년 김광진 《My Love My Life》
  - 〈진심〉
  - 〈실종신고〉
  - 〈잘 지내나요〉
  - 〈아침〉
  - 〈기억해줘〉
  - 〈서툰 이별〉
  - 〈멀리 있어도〉
  - 〈너를 위로할 수가 없어〉
  - 〈내게〉
  - 〈처음 느낌 그대로〉
  - 〈일보접근〉
  - 〈그대가 이 세상에 있는 것만으로〉
  - 〈사랑의 서약〉

## 도서 작품
- 2004년 《Style By Cine》 (이미지 BOX)

## 수상 및 후보
| 연도 | 시상식                   | 부문                              | 작품                  | 결과 |
| ---- | ------------------------ | --------------------------------- | --------------------- | ---- |
| 1984 | MBC 연기대상             | 드라마부문 여자 신인연기상        | 《아버지와 아들》     | 수상 |
| 1986 | MBC 연기대상             | 드라마부문 여자 우수연기상        | 《첫사랑》            | 수상 |
| 1990 | 제11회 청룡영화상        | 인기스타상                        | 《물 위를 걷는 여자》 | 수상 |
| 1990 | 제11회 청룡영화상        | 여우주연상                        | 《물 위를 걷는 여자》 | 후보 |
| 1991 | 제27회 백상예술대상      | TV부문 여자 인기상                | 《야망의 세월》       | 수상 |
| 1991 | 제27회 백상예술대상      | 영화부문 여자 최우수연기상        | 《물 위를 걷는 여자》 | 후보 |
| 1991 | 제29회 대종상            | 인기여우상                        | 《물 위를 걷는 여자》 | 수상 |
| 1991 | 제29회 대종상            | 여우주연상                        | 《물 위를 걷는 여자》 | 후보 |
| 1991 | 제12회 청룡영화상        | 여우주연상                        | 《서울, 에비타》      | 후보 |
| 1996 | 제9회 그리메상           | 최우수 여자 연기자상              | 《애인》              | 수상 |
| 1996 | MBC 연기대상             | 여자 최우수연기상                 | 《애인》              | 수상 |
| 1997 | 제9회 한국방송프로듀서상 | 출연자상                          | 《애인》              | 수상 |
| 1997 | 제33회 백상예술대상      | TV부문 여자 최우수연기상          | 《애인》              | 후보 |
| 1997 | MBC 연기대상             | 여자 최우수연기상                 | 《신데렐라》          | 수상 |
| 1998 | 제34회 백상예술대상      | TV부문 여자 최우수연기상          | 《신데렐라》          | 수상 |
| 2002 | MBC 연기대상             | 대상                              | 《위기의 남자》       | 후보 |
| 2002 | MBC 연기대상             | 미니시리즈부문 여자 최우수연기상  | 《위기의 남자》       | 후보 |
| 2004 | MBC 연기대상             | 대상                              | 《천생연분》          | 후보 |
| 2004 | MBC 연기대상             | 여자 최우수연기상                 | 《천생연분》          | 후보 |
| 2012 | KBS 연예대상             | 쇼·오락 MC부문 여자 우수상        | 《패밀리》            | 수상 |
| 2013 | SBS 연기대상             | 장편드라마부문 여자 최우수연기상  | 《열애》              | 후보 |
| 2016 | SBS 연기대상             | 판타지 드라마부문 여자 우수연기상 | 《푸른 바다의 전설》  | 후보 |
| 2020 | KBS 연기대상             | 장편드라마부문 여자 우수연기상    | 《오! 삼광빌라!》     | 후보 |